# Cuerpo de Seguridad Presidencial
El Cuerpo de Seguridad Presidencial es un organismo policial y militar que cumple con la función de proteger al Presidente y Vicepresidente de la República Dominicana, a sus familias, los pasados presidentes y vicepresidentes y a los jefes de Estado o de Gobierno que estén de visita. Depende administrativamente del Ministerio de Defensa de la República Dominicana.

## Misión
El Cuerpo de Seguridad Presidencial tiene jurisdicción primaria sobre la protección del Presidente, Vicepresidente, presidente electo, Vicepresidente electo, pasados presidentes y pasados vicepresidentes y sus familias y los jefes de Estado extranjeros que visitan el país.

## Historia
Fue fundado el 7 de junio de 1929 por el entonces Presidente Horacio Vásquez quien consideró la pertinencia de crear un cuerpo que pudiera prestarle seguridad en momentos en que enfrentaba peligros diversos, bajo el nombre de Cuerpo de Ayudantes Militares. Con la promulgación de Ley Orgánica de las FFAA., No. 139-13 del 13/09/2013, pasa a llamarse Cuerpo de Seguridad Presidencial (CUSEP).

### Cuerpo de Ayudantes Militares del Presidente
Durante la mayor parte de la historia democrática moderna, el Jefe del "Cuerpo de Ayudantes Militares del Presidente" como antiguamente era conocido este organismo, cumplía funciones que iban mucho más allá de la seguridad del mandatario, usualmente los incumbentes eran cercanos coolaboradores y asesores del presidente, siendo su principal enlace con las Fuerzas Armadas y extraoficialmente siendo la persona con mayor influencia dentro de todas las Fuerzas Armadas.
En la actualidad el Mayor General Adán Cáceres Silvestre se encuentra guardando prisión domiciliaria acusado junto a otras cincuenta personas de encabezar una red criminal que desfalcó al Estado Dominicano por RD$4,500,000,000 (US$82,000,000) a través de diversas maniobras de corrupción y estafa durante su rol como Jefe del Cuerpo de Seguridad Presdiencial.

## Divisiones
- Seguridad Dinámica: Acompañantes del presidente, vicepresidente y dignatarios extranjeros en todo momento.
- Avanzada presidencial: Supervisan los lugares que visitará el presidente, vicepresidente y/o dignatarios extranjeros antes de la visita.
- Inteligencia Detectiva: Realizan labores de inteligencia e identificación de amenazas.
- Unidad de Contrasalto: Unidad élite encargada de neutralizar cualquier amenaza.
- Unidad canina: Unidad élite encargada de detectar explosivos y municiones.